# خطبه علی بن حسین در شام
خطبه علی بن حسین در شام خطبه ای است که علی بن حسین در حضور خلیفه اموی یزید ایراد کرده‌است. پس از نبرد کربلا، خاندان اسیرشده محمد، پیامبر اسلام به همراه سرهای کشتگان توسط نیروهای یزید به شام منتقل شدند. به دستور یزید یک منبر تهیه شد و یک سخنران عمومی شروع به سخنرانی کرد و به سرزنش علی و حسین بن علی پرداخت. با اجازه یزید، علی بن حسین فرصت سخنرانی را به دست آورد. او در این خطبه سخنانی پیرامون معرفی خود، پدرانش و اهل بیت پیامبر اسلام و فضایل ایشان بیان کرد. همچنین وی وقایع منتهی به کشته شدن حسین بن علی را بازگو نمود.

## علی بن حسین
علی بن حسین ملقب و مشهور به سجاد وزین‌العابدین چهارمین امام شیعیان بعد از پدرش حسین، عمویش حسن مجتبی و پدربزرگش علی بن ابی‌طالب است. او در مدینه به‌دنیا آمد و در جوانی پدرش را در صحرای کربلا همراهی می‌کرد، اما به‌دلیل بیماری در نبرد کربلا شرکت نکرد. پس از کشته شدنِ پدر و خویشانش به‌همراه اُسرا به کوفه و سپس دمشق منتقل شد اما بعدها اجازه پیدا کرد تا به مدینه برگردد و در آنجا انزوا اختیار کرده با عدهٔ محدودی از اصحابش ارتباط داشت.

## زمینه
پس از نبرد کربلا، خانواده اسیر شده پیامبر اسلام و سرهای کشتگان کربلا توسط نیروهای یزید به شام منتقل شدند. به گفته ترابی، در روز اول صفر آنها به شام (دمشق) رسیدند و به حضور یزید برده شدند.
یزید دستور داد منبری در دمشق برپا شود. سپس یکی از سخنرانانش را تعیین کرد تا علی و حسین بن علی را مذمت کرده و از وقاع عاشورا تعریف و تمجید کند. سخنران بر منبر نشست و سخنرانی خود را با ستایش خداوند و توهین به علی و پسرش حسین، آغاز کرد. همچنین وی مدت طولانی را به ستایش یزید و پدرش معاویه اختصاص داد. علی بن حسین که این سخنان را شنید، در میانه سخنرانی، خطیب را صدا زد و گفت: «ای خطیب، وای بر تو! برای خشنودی یک مخلوق، خدا را بر خود خشمناک ساختی، پس جایگاهت آتش دوزخ خواهد بود.» سپس رو به سمت یزید کرد و گفت: «ای یزید، به من اجازه بده تا بر این چوبها بالا روم و چند کلمه سخن بگویم که که در آن خشنودی خداست و برای کسانی که در اینجا نشسته‌اند نفع و ثواب دارد.» یزید از این کار امتناع کرد، اما اطرافیان و حضار به او اصرار کردند تا اجازه دهد علی بن حسین بالای منبر برود؛ اما باز هم قبول نکرد. تا اینکه معاویه فرزند یزید به او گفت: «خطبه این مرد چه تأثیری دارد؟ بگذار تا هر چه می‌خواهد بگوید.» یزید در پاسخ گفت: «اگر او بر منبر بالا رود، پایین نمی‌آید، مگر اینکه مرا و آل ابوسفیان را مفتضح نموده و رسوا سازد.» آنها گفتند: «این جوان بیمار و شکست خورده، چگونه چنین قدرتی خواهد داشت؟» یزید در پاسخ گفت: «او از خانواده ای است که علم و دانش را به کام خود کشیده‌اند و از شیرخوارگی به مانند مرغی که به جوجه‌هایش دانه می‌دهد، به آنها علم و کمال تعلیم شده‌است.» اما اصرارها ادامه داشت تا اینکه سرانجام یزید سکوت کرد و علی بن حسین از منبر بالا رفت و خطبه خود را آغاز نمود.

## محتوا
علی بن حسین در این خطبه ضمن معرفی خود و پدر و جدّش به مردم اظهار داشت آنچه یزید بر زبان‌ها انداخته است درست نیست؛ پدر او خارجی نبوده و قصد نداشته است بین مسلمانان تفرقه ایجاد کند یا در بلاد اسلام فتنه برانگیزد؛ او برای حق و به‌دعوت کوفیان قیام کرد تا دین را از بدعت‌هایی که در آن گرفتار بود بزداید و به سادگی و اخلاص عصر جدّش رسول خدا برگرداند. علی همچنین ستمِ رفته بر خاندانش را با بیان تأثیرگذاری به مردم گوشزد کرد. علی بن حسین خطبه خود را با ستایش خداوند آغاز نموده و مردم را از مجازات او بیم داد و یاد مرگ و نابودی را به ایشان متذکر شد.
ای مردم، خداوند به ما شش خصلت عطا فرموده و ما را به هفت ویژگی بر دیگران فضیلت بخشیده‌است، ۶ خصلتی که به ما ارزانی داشت: «علم، بردباری، سخاوت، فصاحت، شجاعت و محبت در قلوب مؤمنین» است.
و اما دربارهٔ هفت ویژگی که خاندان اهل بیت به واسطه آن بر دیگران برتری داده شده‌اند، او می‌گوید که «خداوند پیامبر اسلام، صدّیق (علی بن ابی‌طالب)، جعفر طیار، شیر خدا و شیر رسول خدا (حمزه بن عبدالمطلب)، حسن مجتبی و حسین بن علی دو فرزند رسول‌الله را از ما قرار داد. هر کس مرا شناخت که شناخت و برای آنان که مرا نشناختند با معرفی پدران و خاندانم خود را به آنان می‌شناسانم.»
وی به معیارهایی اشاره کرد که صلاحیت اهل بیت را برای جانشینی محمد، پیامبر اسلام نشان می‌داد. از این طریق بود که خودش را معرفی کرد و گفت نیازی به معرفی خود به افرادی که او را می‌شناسند نیست؛ بلکه خود را برای کسانی که او را نمی‌شناسند معرفی می‌کرد.

### پسر مکه و منا
علی بن حسین خود را فرزند مکه و منا و زمزم و صفا معرفی نمود.
او با این جملات اظهار داشت که نسب اجدادش به ابراهیم که کعبه را ساخته بودند، برمی گردد. این جملات علی بن حسین بیانگر این مسئله است کسانی که به کعبه احترام می‌گذارند باید از علی بن حسین به عنوان فرزند مکه تجلیل کنند. به عبارت دیگر، هر کس به علی بن حسین احترام نمی‌گذارد، در حقیقت به همه این مقدسات کفر ورزیده‌است.

### پسر محمد
سپس علی بن حسین به معرفی جد پدرش یعنی محمد پیامبر اسلام و ذکر برخی از فضیلت‌های وی پرداخت. او گفت:
من فرزند کسی هستم که شبانه بر براق به مسجدالاقصی و از آنجا با جبرئیل تا سدرة المنتهی رفت و تا فاصله دو کمان یا کمتر به حق نزدیک شد. من فرزند کسی هستم که بر ملائکه آسمان امامت کرد و خداوند جلیل آنچه خواست بدون واسطه به وی وحی نمود. من فرزند محمد مصطفی هستم.

### پسر علی و فاطمه زهرا
در ادامه خطبه علی بن حسین به معرفی جدش علی بن ابی‌طالب و مادرش فاطمه زهرا و برشمردن ویژگی‌ها و برتری‌های ایشان پرداخت:
من فرزند کسی هستم که در رکاب رسول خدا با دو شمشیر و دو نیزه جنگید و دو بار هجرت کرد و دو بار بیعت نمود و در بدر و حنین جنگید و یک چشم به هم زدن به خدا کفر نورزید. من فرزند صالح مؤمنان و وارث پیامبران و نابود کننده ملحدان و امیر مسلمانان و فروغ جهادگران و زینت عبادت کنندگان و افتخار گریه کنندگانم، من فرزند بردبارترین بردباران و افضل قیام‌کنندگان از آل یاسین هستم. من پسر آنم که جبرئیل او را تأیید و میکائیل او را یاری کرد. من فرزند آنم که از حرم مسلمانان حمایت فرمود و با مارقین و ناکثین و قاسطین جنگید و با دشمنانش مبارزه کرد … من فرزند با افتخارترین فرد قریش و اولین اجابت کننده دعوت خدا و رسول و اول پیشگامان و شکننده متجاوزان و نابود کننده مشرکان و تیر خدا بر منافقان و زبان حکمت عابدان و یاور دین خدا و ولیّ امر خدا و زبان حکمت خدا و ظرف علم خدا هستم. او جوانمرد، سخاوتمند، نیکوچهره، جامع خیرها، سید، بزرگوار، ابطحی، راضی به خواست خدا، پیشگام در مشکلات، شکیبا، دائماً روزه‌دار، پاکیزه از هر آلودگی و بسیار نمازگزار بود. او رشته اصلاب دشمنان خود را از هم گسیخت و شیرازه احزاب کفر را از هم پاشید. آنان را هیزم‌وار به مانند باد پخش می‌کرد… بدریِ اُحُدی، مهاجر شرکت کننده در بیعت شجره، سید عرب، شیر جنگ، وارث دو مشعر، پدر دو فرزند پیامبر، حسن و حسین و آن جدم علی بن ابیطالب است. من فرزند فاطمه زهرایم، من فرزند سید زنانم.

### پسر حسین بن علی
او سپس به ماجرای نبرد کربلا و کشته شدن پدرش حسین بن علی در این واقعه اشاره نمود.
من فرزند آن کسی هستم که از روی ستم و بیداد کشته شد؛ من فرزند آن کسی هستم که سرش از قفا بریده شد؛ من فرزند آن آزادمرد تشنه کامی هستم که در ساحل فرات با لب تشنه به شهادت رسید؛ من فرزند آن کسی هستم که بدنش بر روی ریگ‌های تفتیده نینوا رها شده؛ من فرزند آن کسی هستم که عمامه و عبایش را ربودند. منم فرزند آن که ملائکه آسمان بر او گریه کردند، منم فرزند کسی که جنیان در زمین و مرغان در هوا بر او نوحه کردند، منم فرزند آن که سرش را بر نیزه کردند و در شهرها گردانیدند. منم فرزند آن که عیال او را اسیر کرده از عراق به شام آوردند.

### دستور برای اذان
علی بن حسین همچنان به معرفی خود می‌پرداخت، تا آنجا که صدای مردم به گریه و ناله بلند شد و یزید از آشوب و شورش مردم ترسید، از این رو به مؤذّن دستور داد که سخن او را قطع کرده و بی وقت اذان بگوید تا سخنان وی ناتمام رها شود. مؤذن شروع به اذان گفتن کرد. وقتی «اشهد ان لا اله الا الله» را گفت، علی بن حسین به یگانگیِ خداوند گواهی داد.هنگامی که به جمله «أَشْهَدُ أَنَّ مُحَمَّداً رَسُولُ اللهِ» رسید، علی بن حسین رو به یزید نموده و گفت: «ای یزید! این محمد جد من است یا تو؟ اگر گویی جد تو است دروغ گفته‌ای و کافر شدی و اگر می دانی که جد من است پس چرا فرزندان او را کشتی؟» یزید که پاسخی نداشت، سراسیمه شده و از شورش مردم بیمناک گشت؛ لذا پس از پایان اذان فوراً به نماز ایستاد.
بنا به نقلی دیگر، هنگامی که مؤذّن گفت: «أَشْهَدُ أَنَّ مُحَمَّداً رَسُولُ اللهِ» حسین بن علی عمامه را از سرش برداشت و به مؤذّن گفت: «به حقّ محمّد لحظه ای ساکت باش.» سپس رو به یزید کرد و گفت: «ای یزید! این پیامبر عزیز و بزرگوار آیا جدّ من است، یا جدّ تو؟ اگر بگویی جدّ توست، همه جهانیان می‌دانند که دروغ می‌گویی و اگر جدّ من است، پس چرا پدرم را از روی ستم کشتی و اموال او را غارت کردی و زنان حرم او را به اسارت گرفته‌ای؟» سپس خطاب به مردم گفت: «اگر در عالم کسی باشد که جدّش پیامبر باشد، آن کس منم، پس چرا این مرد پدرم را کشت و ما را مانند کفّار اسیر کرد؟» آنگاه به یزید گفت: «ای یزید! این جنایات را مرتکب شدی، باز هم می‌گویی: محمّد رسول‌الله و رو به قبله می‌ایستی (و نماز می‌خوانی)؟ وای بر تو از روز قیامت، که جدّ و پدر من در آن روز دشمن تو خواهند بود.» در این شرایط یزید به مؤذّن گفت که اقامه بگوید. در میان مردم هیاهو و سر و صدا برخاست، برخی به نماز ایستادند و گروهی نماز نخوانده، متفرّق شدند.

## تحلیل
سید جعفر شهیدی در کتاب «زندگانی علی بن حسین (ع)» در مورد اینکه چرا زین‌العابدین در این خطبه به معرفیِ خود و نسبتش با رسول خدا پرداخته است، می گوید که مردم شام از مرکز اسلام دور بودند و از روشِ پیامبر و جایگاهِ اهل بیت آگاهی نداشتند. به‌عقیدهٔ شهیدی، مردم شام پیامبر را درک نکرده بودند و روشِ اصحاب او را نمی‌دانستند. برخی از صحابهٔ پیامبر هم که به شام رفته بودند، صاحب نفوذ نبودند. برای همین مردم شام روش معاویه و اطرافیانش را سنت مسلمانی می‌دانستند و کارهای آنان را تأیید می‌کردند.

## پیامدها
بعد از بیان خطبه، حضار شروع به گریه کردند. آنها دور علی بن حسین جمع شدند تا عذرخواهی کنند. به گفته ناصر مکارم شیرازی، این خطبه نقش مهمی در به چالش کشیدن و بی اثر کردن تبلیغات ۴۰ سال حکومت اموی علیه علی بن ابیطالب داشت.
به گفته علی رفیعی این خطبه افکار عمومی دمشق را به سود علی بن حسین تغییر داد. مردم شهر که در ابتدای ورود کاروان اسیران اهل بیت حسین به شادی پرداخته بودند، اکنون در کنار خرابه محل نگهداریشان اجتماع کرده و به آنان تسلیت می‌گفتند و در عزاداری آنها شرکت می‌کردند. تا جایی که اهل بیت حسین به‌طور رسمی از یزید اجازه برگزاری مجلس عزا کردند و او مانع نشد. هر روز مجلس عزا بر پا می‌شد و گروه زیادی از زنان بر آنان وارد شده و به عزاداری می‌پرداختند.